# Anoecia fulviabdominalis
Anoecia fulviabdominalis är en insektsart. Anoecia fulviabdominalis ingår i släktet Anoecia och familjen långrörsbladlöss. Inga underarter finns listade i Catalogue of Life.